# Discocerina puella
Discocerina puella är en tvåvingeart som först beskrevs av Cresson 1931.  Discocerina puella ingår i släktet Discocerina och familjen vattenflugor. Inga underarter finns listade i Catalogue of Life.